# Michael Knape
Michael Knape (* 15. November 1951 in Berlin; † 19. September 2023 ebenda) war ein deutscher Polizist, Dozent und Autor.

## Leben
Knape war ab 1970 Angehöriger der Polizei Berlin. Er durchlief verschiedene Funktionen im mittleren, gehobenen und höheren Polizeivollzugsdienst.
Er war zudem Honorarprofessor für Polizeirecht an der Hochschule für Wirtschaft und Recht Berlin. Bekanntheit erlangte er insbesondere mit seinem Kampf gegen Rechtsextremismus. Er veröffentlichte etliche Sachbücher und Zeitschriftenbeiträge. Sein Leben wurde zahlreich in Nachrufen gewürdigt.
Knape kandidierte bei den Wahlen zum Bundestag und zum Abgeordnetenhaus von Berlin im Jahr 2021 für die Freien Wähler.

## Werk (Auswahl)
- Versammlungsfreiheitsgesetz für das Land Berlin : Kommentar (mit Hartmut Brenneisen), Hilden : Verlag Deutsche Polizeiliteratur GmbH, 2021, ISBN 978-3-8011-0901-1
- Allgemeines Polizei- und Ordnungsrecht für Berlin (mit Sabrina Schönrock), 6. Aufl. 1990 bis 11. Aufl. 2016, ISBN 978-3-8011-0772-7
- Veranstaltungen, Ansammlungen, Versammlungen : Recht und Taktik ; Skriptum zur Einsatzlehre, LTS Strahlendorf, 2001, ISBN 3-927028-13-4
- Null Toleranz. Mein Kampf gegen Nazis, Rocker, Hooligans. Das Neue Berlin 2024, ISBN 978-3-360-01363-7.